# Fresnes (Val-de-Marne)
Fresnes é uma comuna francesa na região administrativa da Ilha de França, no departamento de Val-de-Marne. Estende-se por uma área de 3,58 km², com 26 808 habitantes, segundo os censos de 2014, com uma densidade de 7 488 hab/km².

## Toponímia
A etimologia do nome vem provavelmente de plantações de freixos nesses lugares.

## História
A cidade foi chamada Frènes, Frènes les Rungis.
Ele está em uma bula do papa Eugênio III em 1152, que se vê a primeira menção do nome da vila, estipulando que o priorado de Longpont possuía uma terço dos dízimos.
Em 1442, o rei Carlos VI, dá as terras de  Bernies  (Berny) e de Antony que foram confiscadas a Alexandre le Boursier, a um burguês de Paris Jehan Sac. Em 1601, Philippe de Cannaye, embaixador da França em Veneza, é o senhor de Fresnes-les-Rungis, ele morre e deixa sua herança para o seu filho em 1610.

## Demografia
| 1793 | 1800 | 1806 | 1821 | 1831 | 1836 | 1841 | 1846 | 1851 |
| ---- | ---- | ---- | ---- | ---- | ---- | ---- | ---- | ---- |
| 361  | 327  | 330  | 336  | 346  | 415  | 386  | 453  | 427  |

| 1856 | 1861 | 1866 | 1872 | 1876 | 1881 | 1886 | 1891 | 1896 |
| ---- | ---- | ---- | ---- | ---- | ---- | ---- | ---- | ---- |
| 433  | 451  | 555  | 471  | 542  | 510  | 594  | 611  | 853  |

| 1901  | 1906  | 1911  | 1921  | 1926  | 1931  | 1936  | 1946  | 1954  |
| ----- | ----- | ----- | ----- | ----- | ----- | ----- | ----- | ----- |
| 2 400 | 2 814 | 3 037 | 3 869 | 3 722 | 5 239 | 6 023 | 8 734 | 7 750 |

| 1962 | 1968   | 1975   | 1982   | 1990   | 1999   | - | - | - |
| --- | ------ | ------ | ------ | ------ | ------ | - | - | - |
| 21 527 | 26 847 | 28 539 | 25 902 | 26 959 | 25 213 | - | - | - |
| Para os censos de 1962 a 2006 a população legal corresponde à popolução sem duplicidades, segundo define o INSEE. |        |        |        |        |        |   |   |   |